# Межконтинентальный кубок по футболу 1968
Межконтинентальный кубок по футболу 1968 года — футбольный турнир, состоявший из двух матчей, сыгранных осенью 1968 года. В нём встретились английский клуб «Манчестер Юнайтед», победитель Кубка европейских чемпионов 1967/68, и аргентинский «Эстудиантес», победитель Кубка Либертадорес 1968 года.
Первая встреча между клубами состоялась 25 сентября 1968 года на «Эстадио Альберто Х. Армандо» в Аргентине. Победу с минимальным счётом 1:0 одержал «Эстудиантес» благодаря голу Маркоса Конигльяро на 27-й минуте.
Ответный матч прошёл три недели спустя, 16 октября, на «Олд Траффорд» в Англии. Матч завершился вничью со счётом 1:1. Счёт в начале встречи открыл Хуан Рамон Верон, а Вилли Морган забил ответный гол в концовке игры. Несмотря на это, «Эстудиантес» одержал победу по сумме двух встреч, став обладателем Межконтинентального кубка.
В обоих матчах этого турнира судьи удаляли футболистов с поля. В первом матче красную карточку получил Нобби Стайлз. Во втором матче после жёсткой стычки и драки с поля были удалены Джордж Бест и Хосе Уго Медина.

## Первый матч

### Перед матчем
Перед прибытием в Буэнос-Айрес игроки «Манчестер Юнайтед» ожидали негативного приёма со стороны аргентинцев, учитывая негостеприимство и насилие, сопутствующие прошлогоднему розыгрышу кубка между шотландским «Селтиком» и аргентинским «Расингом». Несмотря на опасения, британских футболистов встретили с гостеприимством. Аргентинская сторона даже организовала матч по игре в поло в честь приезда англичан. Для команды «Манчестер Юнайтед» был организован официальный приём, на который пришли главный тренер Мэтт Басби и игроки «Юнайтед», однако в последний момент «Эстудиантес» решили не принимать участия в этом мероприятии, что вызвало недовольство со стороны Басби.
Главный тренер «Бенфики» Отто Глория (тренер проигравшей команды в финале Кубка европейских чемпионов 1968 года) в интервью назвал полузащитника «Манчестер Юнайтед» Нобби Стайлза «убийцей» (assassin), что сильно не понравилось Мэтту Басби. Отрывки из этого интервью были опубликованы в программе на матч, в том числе цитата Глориа о Стайлзе: «жестокий, с плохими намерениями и плохой спортсмен». Стайлз был одним из игроков состава сборной Англии, обыгравшего сборную Аргентины на пути к победе в чемпионате мира 1966 года; тот матч также был очень жёстким, а главный тренер англичан Альф Рамсей назвал аргентинских игроков «животными». Включение слов тренера «Бенфики» о Стайлзе было своего рода местью аргентинцев за слова Рамсея.

### Обзор матча
Перед самым началом матча кто-то из болельщиков швырнул на поле дымовую шашку, которая выпускала красный дым. Сам матч был очень жёстким, особенно грубым поведением отметился полузащитник Карлос Билардо, по поводу действий которого Басби заявил: «владеть мячом против него значит рисковать своей жизнью». Нобби Стайлз подвергался особо грубым фолам со стороны аргентинцев, которые пинали, толкали и били его головой, причём почти весь матч он сдерживался и не отвечал грубостью в ответ. Однако даже арбитры были настроены против Стайлза: так, в одном из моментов лайнсмен зафиксировал нарушение правил в эпизоде, где Стайлз, по мнению лайнсмена, стоял слишком близко к Билардо. После непрекращающихся фолов со стороны игроков «Эстудиантеса», Стайлз не выдержал и ответил грубостью на 79-й минуте матча, за что южноамериканский арбитр Уго Соса Миранда немедленно показал ему красную карточку; это означало пропуск ответного матча. Также в игре пострадал Бобби Чарльтон, которому разбили голову, что потребовало наложение швов.
Тактика постоянного прессинга аргентинцев сработала: английский клуб был скован в своих атакующих действиях. Единственный гол в матче забил аргентинец Маркос Конигльяро, отправивший мяч головой в сетку ворот, защищаемых Алексом Степни, после подачи с углового Хуана Рамона Верона на 28-й минуте.

### Отчёт о матче
| Эстудиантес   | 1:0 | Манчестер Юнайтед |
| ------------- | --- | ----------------- |
| Конильяро 28′ |     |                   |

| Эстудиантес | Манчестер Юнайтед |

| Эстудиантес:       |    |                       |
|                    |    |                       |
| Вр                 | 1  | Альберто Хосе Полетти |
| Защ                | 2  | Оскар Мальбернат      |
| Защ                | 3  | Рамон Агирре Суарес   |
| Защ                | 4  | Рауль Мадеро          |
| Защ                | 5  | Хосе Уго Медина       |
| ПЗ                 | 6  | Карлос Билардо        |
| ПЗ                 | 7  | Карлос Пачаме         |
| ПЗ                 | 8  | Нестор Тоньери        |
| Нап                | 9  | Фелипе Рибаудо        |
| Нап                | 10 | Маркос Конильяро      |
| Нап                | 11 | Хуан Рамон Верон      |
| Главный тренер:    |    |                       |
| Освальдо Субельдия |    |                       |

| Манчестер Юнайтед: |    |                |     |
|                    |    |                |     |
| Вр                 | 1  | Алекс Степни   |     |
| Защ                | 2  | Тони Данн      |     |
| Защ                | 3  | Фрэнсис Бернс  |     |
| ПЗ                 | 4  | Падди Креранд  |     |
| Защ                | 5  | Билл Фоулкс    |     |
| ПЗ                 | 6  | Нобби Стайлз   | 79' |
| ПЗ                 | 7  | Уилли Морган   |     |
| ПЗ                 | 8  | Дэвид Сэдлер   |     |
| Нап                | 9  | Бобби Чарльтон |     |
| Нап                | 10 | Денис Лоу      |     |
| Нап                | 11 | Джордж Бест    |     |
| Главный тренер:    |    |                |     |
| сэр Мэтт Басби     |    |                |     |

## Ответный матч

### Перед матчем
Ответный матч был широко разрекламирован в футбольном сообществе по всему миру. На игру в Англию прилетели посмотреть триста болельщиков из Аргентины. Доходы от продажи билетов на матч составили £50 000 (около £1,27 млн в ценах 2010 года), что на тот момент было рекордом для английских клубов. Самые дорогие билеты на матч стоили 3 фунта; самые дешёвые продавались за 10 шиллингов. Болельщики «Манчестер Юнайтед» выстроились у стадиона, чтобы купить билеты; многие провели в очередях под сильным ливнем пять часов. Оба клуба провели «разминочные» матчи: «Эстудиантес» сыграл с лондонским «Арсеналом», а «Манчестер Юнайтед» обыграл «Ньюкасл» со счётом 3:1.

### Обзор матча
В начале матча «Манчестер Юнайтед» много атаковал, пытаясь забить гол, чтобы сравнять счёт по сумме двух матчей. Пэт Креранд создал первый голевой момент, мощно пробив с расстояния 30 метров, но его удар отбил вратарь «Эстудиантеса» Альберто Хосе Полетти. Англичане создали ещё несколько моментов у ворот соперника, но Полетти отражал все удары. На 7-й минуте Хуан Рамон Верон забил гол: после кросса Рауля Мадеро он отправил мяч головой в сетку ворот Алекса Степни.
После этого «Манчестер Юнайтед» должен был забивать три мяча, чтобы одержать победу, или два, чтобы был назначен дополнительный матч. Джордж Бест опасно пробил на 12-й минуте, но Полетти сделал зрелищный сейв. Вскоре после этого удар нанёс Вилли Морган, после чего мяч отскочил к Дэвиду Сэдлеру, который скинул мяч головой на Бобби Чарльтона; Чарльтон пробил, но его удар взял Полетти. Затем Сэдлер сфолил в центре поля, за что получил предупреждение от арбитра. Верон ответил фолом на Креранде и также получил предупреждение. Бест, Креранд и Брайан Кидд активно взаимодействовали друг с другом, создавая моменты для Дениса Лоу, но несмотря на давление англичан, частые блокировки ударов и выносы мяча аргентинцами, «Юнайтед» никак не мог открыть счёт своим забитым мячам.
На 35-й минуте Лоу оторвался от защитника и нанёс удар, но Полетти отбил удар. Через три минуты Лоу получил травму и покинул поле, а на 44-й минуте на замену ему вышел Карло Сартори. Когда «Юнайтед» был в меньшинстве из-за покинувшего поля Лоу, «Эстудиантес» едва не забил гол: Маркос Конигльяро принял мяч после паса от Оскара Мальберната и пробил, но мяч угодил в перекладину. Арбитр добавил к первому тайму три минуты, после чего команды ушли на перерыв.
Вскоре после начала второго тайма «Юнайтед» имел шанс сравнять счёт, но удар Брайана Кидда попал в перекладину ворот. «Эстудиантес» во втором тайме использовали тактику быстрых контратак: так, Верон мог опасно выйти на ворота Степни после длинного паса, но его удалось прервать защитнику Тони Данну. Вилли Морган смог ворваться в штрафную соперника, где столкнулся с Хосе Уго Мединой, и ударил аргентинца локтем в лицо, а Медина схватил Моргана за футболку и повалил на землю. Через некоторое время Медина получил предупреждение от арбитра за фол на Данне.
За 17 минут до окончания матча вместо Фелипе Рибаудо на поле вышел Хуан Эчекопар. На 75-й минуте Джордж Бест ударил Медину в лицо и толкнул Нестора Тогнери на половине поля аргентинцев. Арбитр удалил Беста и Медину, после чего Бест плюнул в Медину и началась драка; обоих игроков пришлось сопровождать в раздевалки. Британские болельщики швыряли в Медину монеты. В самой концовке встречи «Манчестер Юнайтед» забил гол после удара Вилли Моргана. Матч завершился вничью, но по сумме двух игр победу праздновал аргентинский клуб. После финального свистка один из игроков «Юнайтед» ударил в лицо игрока «Эстудиантеса» по пути в раздевалку.
Игроки «Эстудиантеса» хотели пробежать по периметру поля, чтобы сделать «круг почёта», но британские болельщики швыряли в них предметы с трибун, из-за чего «круг почёта» аргентинцев получился очень коротким.

### Отчёт о матче
| Манчестер Юнайтед | 1:1 | Эстудиантес |
| ----------------- | --- | ----------- |
| Морган 89′        |     | Верон 7′    |

| Манчестер Юнайтед | Эстудиантес |

| Манчестер Юнайтед: |    |                |     |     |
|                    |    |                |     |     |
| Вр                 | 1  | Алекс Степни   |     |     |
| Защ                | 2  | Шей Бреннан    |     |     |
| Защ                | 3  | Тони Данн      |     |     |
| ПЗ                 | 4  | Падди Креранд  |     |     |
| Защ                | 5  | Билл Фоулкс    |     |     |
| ПЗ                 | 6  | Дэвид Сэдлер   |     |     |
| ПЗ                 | 7  | Уилли Морган   |     |     |
| ПЗ                 | 8  | Брайан Кидд    |     |     |
| Нап                | 9  | Бобби Чарльтон |     |     |
| Нап                | 10 | Денис Лоу      |     | 43' |
| Нап                | 11 | Джордж Бест    | 88' |     |
| Запасной:          |    |                |     |     |
| Нап                | 12 | Карло Сартори  |     | 43' |
| Главный тренер:    |    |                |     |     |
| сэр Мэтт Басби     |    |                |     |     |

| Эстудиантес:       |    |                       |     |     |
|                    |    |                       |     |     |
| Вр                 | 1  | Альберто Хосе Полетти |     |     |
| Защ                | 2  | Оскар Мальбернат      |     |     |
| Защ                | 3  | Рамон Агирре Суарес   |     |     |
| Защ                | 4  | Рауль Мадеро          |     |     |
| Защ                | 5  | Хосе Уго Медина       | 88' |     |
| ПЗ                 | 6  | Карлос Билардо        |     |     |
| ПЗ                 | 7  | Карлос Пачаме         |     |     |
| ПЗ                 | 8  | Нестор Тоньери        |     |     |
| Нап                | 9  | Фелипе Рибаудо        |     | 71' |
| Нап                | 10 | Маркос Конильяро      |     |     |
| Нап                | 11 | Хуан Рамон Верон      |     |     |
| Запасной:          |    |                       |     |     |
| Нап                | 12 | Хуан Эчекопар         |     | 71' |
| Главный тренер:    |    |                       |     |     |
| Освальдо Субельдия |    |                       |     |     |